# Harmonikaajtó

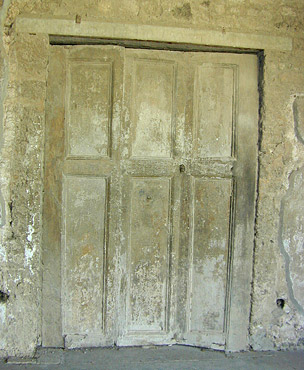
Ókori ajtó Pompeiiban (kb. 1. sz.)

A harmonikaajtó vagy más néven ráncajtó olyan ajtó, amely az elzárandó felület síkjában, mint a harmonika redői, az ajtó elemei (szeletei) is egymás felé összecsuklnak. Az ajtó elemei több zsanérral csatlakoznak egymáshoz. Hasonlóan a tolóajtóhoz, előnye a hagyományos ajtókkal szemben, hogy a nyitáskor nincs (illetve csak minimális) a nyílás felületére merőleges holttér, amelyen az ajtó eleme(i) mozognak a nyitott és zárt pozíciók között (egyetlen zsanér körül). Szűk helyeken emiatt praktikus megoldás, de nagy felületű nyílásoknál (pl. intézmények, iskolák, kongresszusi termek, műhelyek) is előnyös, kifejezetten pl. ha az ajtók automatikus mozgatására van szükség. 
Már a rómaiak is ismerték, és a pompeii ásatások során is találtak ilyet. Előnyös tulajdonsága még, hogy a mai modern előre gyártott méretű ajtóelemekkel a szélességnek megfelelően egyszerűen összeállítható, növelhető. 

## Járműveknél

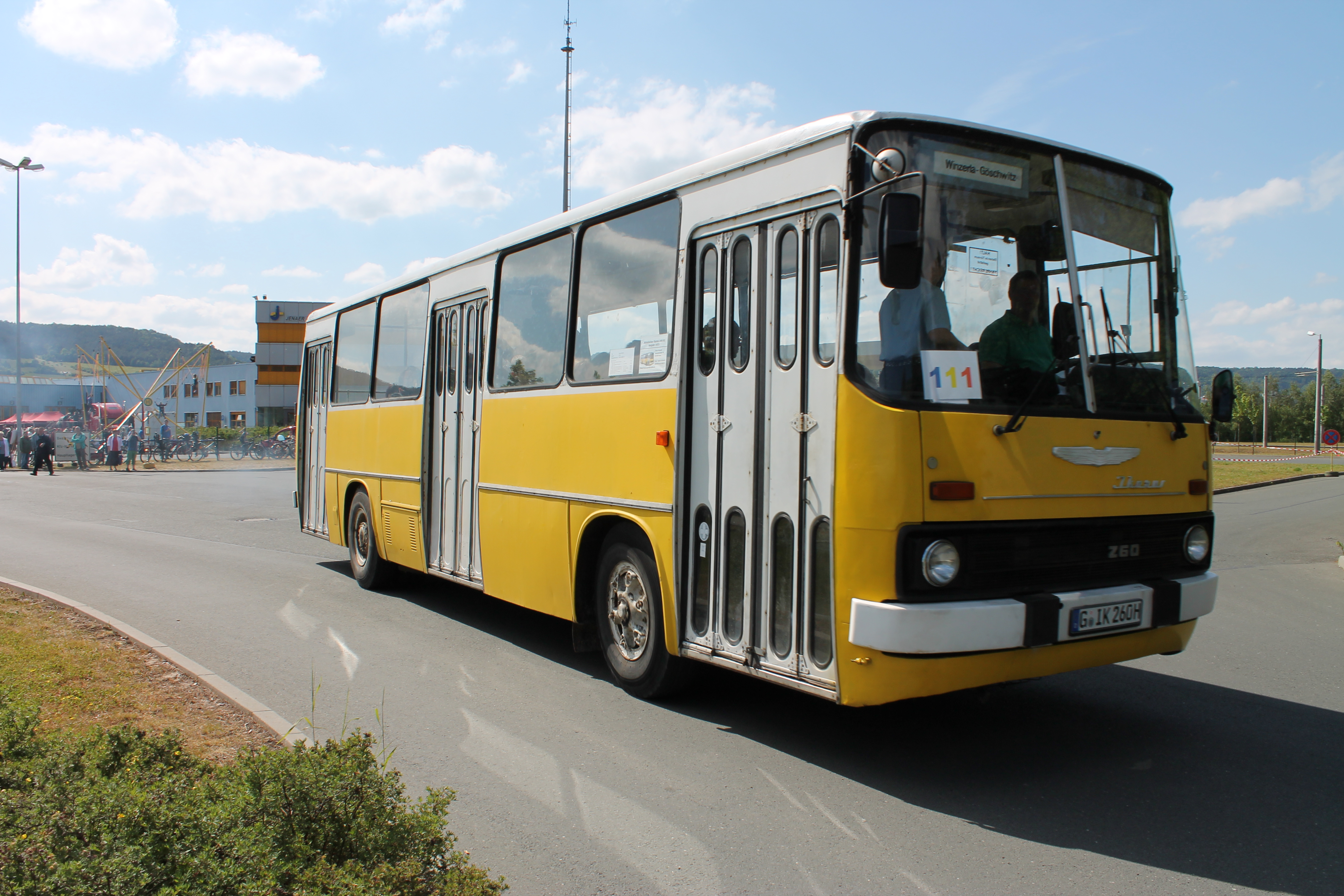
Harmonikaajtós Ikarus 260-as

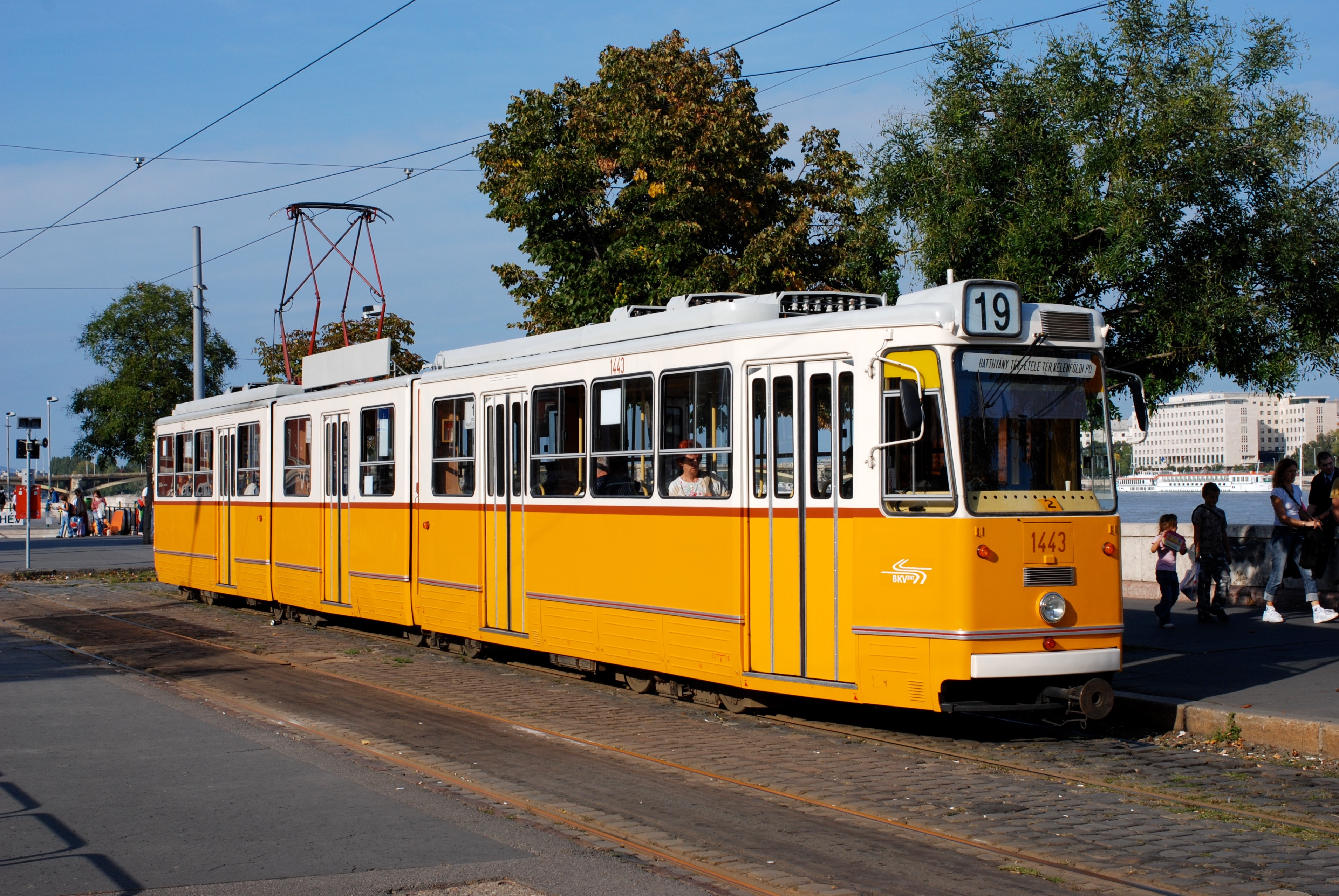
Harmonikaajtós Ganz CSMG villamos

A tömegközlekedésben főleg autóbuszokon és villamosokon alkalmazott ajtófajta, melyben egy ajtószárny általában két sávból áll, melyek egymáshoz, illetve a járműszekrényhez zsanérral vannak fogva. Nyitáskor általában mindkét oldal felé „rogynak”. A másik, mára sokkal gyakoribbá vált ajtófajta a bolygóajtó.
A 20. század második felében különböző autóbusztípusoknál elterjedt volt a ráncajtó alkalmazása. Használt ilyet az Ikarus, vagy például az Urickij (ZiU) Gyár is.